# معهد باجامويو للفنون والثقافة
معهد باجامويو للفنون والثقافة هي منظمة حكومية شبه مستقلة في باجامويو تنزانيا، للتدريب والبحث والخدمات الاستشارية في مجال الفنون والثقافة. تم تأسيسه من قبل جمهورية تنزانيا المتحدة «لتشجيع تطوير الفنون والثقافة التنزانية، للترويج لاستخدامها كسجل للحياة والآداب المعاصرة، لتعزيز التعليم حول السينما والتلفزيون والصورة المتحركة بشكل عام، وتأثيرها على المجتمع».

## التاريخ والأنشطة الحالية
تم تأسيس المعهد وفقًا لقانون الوكالات التنفيذية رقم 30 لعام 1997 والإخطار الحكومي رقم 220 الصادر في نوفمبر 2007. وقد حل المعهد محل كلية باجامويو للفنون السابقة، التي تأسست عام 1981، من أجل التوافق بشكل أفضل مع الدور المتغير لأداء فنون تنزانيا.
وفقًا لنديسومبوكا ميرينيو المساهم في كتاب «الفن في شرق إفريقيا»: «يلتقي المعهد الطلاب من مختلف أنحاء تنزانيا وخارجها، يتلقون تدريبًا في مجالات وأنواع مختلفة من الفنون، هنا يدرس الشباب الفنون الجميلة والنمذجة والنحت والتضفير، الموسيقى التقليدية والحديثة والرقصات الحديثة والرقصات التقليدية من قبائل تنزانيا. كما يتعلمون فنون المسرح وتقنياته والأزياء وتصميم الأزياء».
علاوة على ذلك ينظم المعهد مهرجان باجامويو الدولي للفنون سنويًا، والذي يتيح الفرصة لعروض جماهير متنوعة، على سبيل المثال أطفال المدارس، ويعزز التفاعلات الحية مع فنانين أفارقة أو دوليين آخرين.
كان الفنانون والمعلمون السابقون البارزون في المعهد الموسيقي هوكوي زاوس، بالإضافة إلى الممثلين والراقصين جون مبوندا ونكوابي نجانجاسامالا والد المغني التنزاني الشهير نشوما.